# Beachhandball-Asienmeisterschaften
Die Beachhandball-Asienmeisterschaften sind eine 2004 eingeführte kontinentale Meisterschaft im Beachhandball.
Der Wettbewerb für Nationalmannschaften wird von der Asian Handball Federation durchgeführt. Neben der Ermittlung eines kontinentalen Meisters dienen die Turniere auch zur Qualifikation zu den Weltmeisterschaften und den World Games. Zunächst wurden die Turniere noch unrhythmisch in den Abständen zwischen zwei und vier Jahren ausgetragen, seit 2011 ist der Rhythmus abgesehen von einer Unterbrechung durch die COVID-19-Pandemie durchweg zweijährig. Aufgrund der zunächst wenigen Teilnehmenden Mannschaften konnten, nachdem 2004 schon nur zwei Nationalteams teilnahmen, erst ab 2013 wieder Wettbewerbe für Frauen durchgeführt werden. Seitdem finden sie regelmäßig für beide Geschlechter statt. Aufgrund der zum Teil problematischen Situation von Frauen vor allem in muslimischen Ländern kann es wie 2022 passieren, dass die Turniere der Frauen und der Männer in verschiedenen Ländern und nicht wie üblich gemeinsam ausgetragen werden. Der Modus ist im Allgemeinen als Turnier mit Play-offs vorgesehen, aufgrund der geringen Teilnehmerzahl bis einschließlich 2015 mit jeweils maximal sechs Mannschaften, wurde dennoch meist ein Turniermodus mit einer Abschlusstabelle vorgezogen, wobei die Platzierung in der Meisterschaft der Tabellenplatzierung entsprach. Zumindest bei den Männern konnten 2017 und 2019 aufgrund der gestiegenen Teilnehmerzahl Turniere mit Play-offs ausgetragen werden. 2022 ging die Zahl der Teilnehmenden Mannschaften aufgrund der noch andauernden Pandemie beziehungsweise wegen deren Nachwirkungen drastisch zurück.
Bei den Frauen dominieren vor allem Mannschaften aus Ost- und Südostasien. Noch nie konnte eine Mannschaft eine Medaille gewinnen, die nicht aus diesen Regionen stammte. Die etabliertesten Spitzenmannschaften stammen aus Thailand, deren Spielerinnen von 2013 bis 2017 dreimal in Folge den Titel gewinnen konnten, Taiwan, die bei jeder ihrer vier Teilnahmen Medaillen gewannen und Vietnam, die bei ihren drei Teilnahmen Medaillen gewinnen konnten. Die zunächst erfolgreichen Mannschaften aus Japan und Hongkong, die bei der ersten Austragung mangels weiterer Mannschaften den Titel unter sich ausmachten, konnten an diese Erfolge bislang nicht wieder anknüpfen, wobei in beiden Ländern der Sport durchaus verankert ist. China nahm bislang unregelmäßig teil, konnte sich aber meist gut positionieren und gewann auch den bislang letzten vergebenen Titel. Teilnehmende Mannschaften aus muslimischen Ländern sind selten, von diesen platzierte sich bislang Jordanien mit einem vierten Rang am besten.

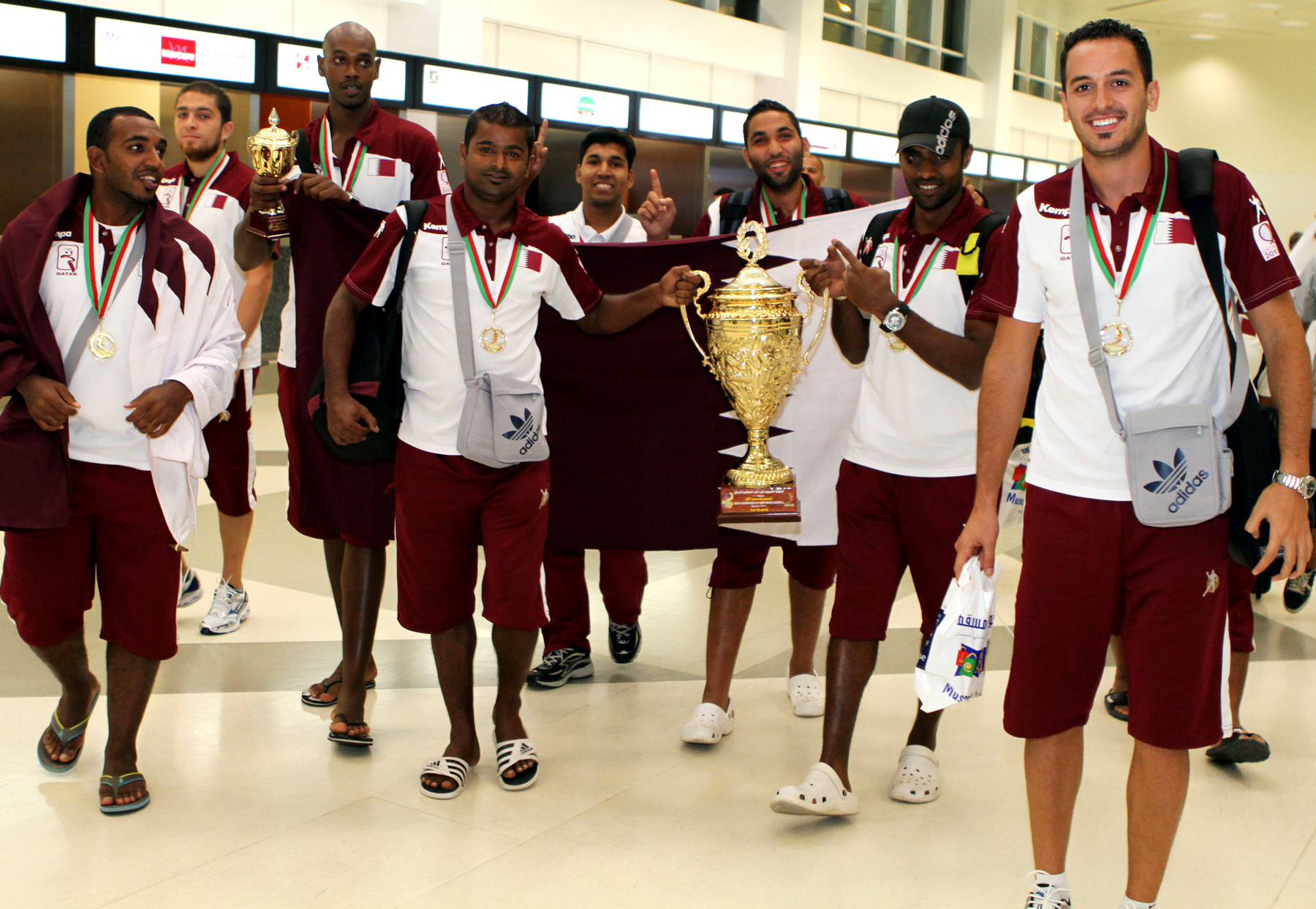
Die Katarische Siegermannschaft des Jahres 2011

Vollkommen anders sieht die Situation bei den Männern aus. Hier dominieren Mannschaften aus Vorderasien, insbesondere die Golfstaaten, sowie Pakistan. Die alles dominierende Nation ist Katar, die seit ihrer ersten Teilnahme 2011 fünf Mal in Folge alle Titel gewinnen konnte und sich einzig 2022 den Gastgebern aus dem Iran geschlagen geben musste, die ihrerseits bis dato mehrfacher Medaillengewinner war, sich aber nicht immer in der Spitzengruppe behaupten konnte. Anders der erste Titelträger aus dem Oman, der bei den fünf Titeln Katars immer das zweitplatzierte Team war. Der zweite Titelträger aus Pakistan konnte seine guten Resultate der beiden ersten Teilnahmen später nicht mehr bestätigen. Mit Japan und Vietnam gelang es nur zwei anderen Mannschaften bislang Bronzemedaillen zu gewinnen, wobei vor allem die Entwicklung Vietnams in Richtung der erweiterten Weltspitze geht. Obwohl selten eine größere Zahl an Mannschaften teilnahmen, und selbst Spitzenmannschaften oft nur sporadisch antraten, ist die Gesamtzahl von 18 Mannschaften die bisher teilnahmen recht hoch.
Anders als in den anderen Weltregionen sind in Asien die dominierenden Mannschaften bei den Männern und den Frauen somit sehr verschieden. Nur Japan und Vietnam konnten bislang überhaupt bei beiden Geschlechtern Medaillen gewinnen, ein Titelgewinn bei Frauen und Männern gelang noch keiner Nation.
Neben den Asienmeisterschaften gibt es seit 2008 Beachhandball auch bei den Asian Beach Games. Bei diesem Multisport-Event nehmen meist mehr Mannschaften als bei den Asienmeisterschaften teil, insbesondere bei den Frauen auch insgesamt schon eine größere Zahl Mannschaften als bei den kontinentalen Titelkämpfen. Bei den Wettkämpfen beider Geschlechter starten dort auch zum Teil regelmäßig Nationen, die noch nie an Asienmeisterschaften teilgenommen haben. 2017 wurden zudem die regionalen Südostasienmeisterschaften durchgeführt, die jedoch wohl aufgrund der Integrierung des Beachhandballs in die Südostasienspielen 2019 zurzeit nicht mehr ausgetragen werden.

## Frauen
| Jahr         | Gastgeber                   |          | Finale         | Finale      | Finale              |                     | kleines Finale      | kleines Finale | kleines Finale |
| Jahr         | Gastgeber                   | Gold     | Resultat       | Silber      | Bronze              | Resultat            | Vierte              |                |                |
| ------------ | --------------------------- | -------- | -------------- | ----------- | ------------------- | ------------------- | ------------------- | -------------- | -------------- |
| 2004 Details | Tamura Japan                | Japan    | 2:0            | Hongkong    | nur zwei Teilnehmer | nur zwei Teilnehmer | nur zwei Teilnehmer |                |                |
| 2011 Details | Maskat, Oman                | abgesagt | abgesagt       | abgesagt    | abgesagt            | abgesagt            | abgesagt            | abgesagt       |                |
| 2013 Details | Hongkong, Hongkong          | Thailand | keine Playoffs | Taiwan      | China               | keine Playoffs      | Vietnam             |                |                |
| 2015 Details | Maskat, Oman                | Thailand | keine Playoffs | Taiwan      | Vietnam             | keine Playoffs      | Jordanien           |                |                |
| 2017 Details | Pattaya, Thailand           | Thailand | keine Playoffs | Vietnam     | Taiwan              | keine Playoffs      | China               |                |                |
| 2019 Details | Weihai, Volksrepublik China | China    | keine Playoffs | Vietnam     | Taiwan              | keine Playoffs      | Thailand            |                |                |
| 2022 Details | Bangkok, Thailand           | Vietnam  | keine Playoffs | Thailand    | Indien              | nur drei Teilnehmer | nur drei Teilnehmer |                |                |
| 2023 Details | Bali, Indonesien            | Vietnam  | keine Playoffs | Philippinen | Indonesien          | keine Playoffs      | Hongkong            |                |                |

### Platzierungen der weiblichen Nationalmannschaften
| Nation         | 2004 | 2013 | 2015 | 2017 | 2019 | 2022 | 2023 |
| -------------- | ---- | ---- | ---- | ---- | ---- | ---- | ---- |
| China          | 0–   | 03   | 0–   | 04   | 01   | 0–   | 0X   |
| Hongkong       | 02   | 05   | 0–   | 0–   | 05   | 0–   | 04   |
| Indonesien     | 0–   | 0–   | 0–   | 0–   | 0–   | 0–   | 03   |
| Indien         | 0–   | 0–   | 0–   | 0–   | 0–   | 03   | 0–   |
| Japan          | 01   | 0–   | 0–   | 0–   | 06   | 0–   | 0–   |
| Jordanien      | 0–   | 0–   | 04   | 0–   | 0–   | 0–   | 0–   |
| Katar          | 0–   | 06   | 0–   | 0–   | 0–   | 0–   | 0–   |
| Philippinen    | 0–   | 0–   | 0–   | 0–   | 0–   | 0–   | 02   |
| Taiwan         | 0–   | 02   | 02   | 03   | 03   | 0–   | 0–   |
| Thailand       | 0–   | 01   | 01   | 01   | 04   | 02   | 0–   |
| Turkmenistan   | 0–   | 0–   | 05   | 0–   | 0–   | 0–   | 0–   |
| Vietnam        | 0–   | 04   | 03   | 02   | 02   | 01   | 01   |
| Teilnehmerzahl | 2    | 6    | 5    | 4    | 6    | 3    | 4    |

| Legende | Legende | Legende | Legende                                                           |
| ------- | ------- | ------- | ----------------------------------------------------------------- |
| 1       | 2       | 3       | Podest-Platzierungen                                              |
| 4       | 4       | 4       | Halbfinalisten                                                    |
| X       | X       | X       | Mannschaft zunächst gemeldet, aber nicht angetreten/zurückgezogen |

## Männer
| 2004 Details | Maskat, Oman                | Oman     | keine Playoffs | Bahrein | Pakistan | keine Playoffs | Iran                |
| 2007 Details | Bandar Abbas, Iran          | Pakistan | keine Playoffs | Iran    | Japan    | keine Playoffs | nur drei Teilnehmer |
| 2011 Details | Maskat, Oman                | Katar    | keine Playoffs | Oman    | Kuwait   | keine Playoffs | Pakistan            |
| 2013 Details | Hongkong, Hongkong          | Katar    | keine Playoffs | Oman    | Bahrein  | keine Playoffs | Thailand            |
| 2015 Details | Maskat, Oman                | Katar    | keine Playoffs | Oman    | Bahrein  | keine Playoffs | Pakistan            |
| 2017 Details | Pattaya, Thailand           | Katar    | 2:0            | Oman    | Iran     | 2:1            | Vietnam             |
| 2019 Details | Weihai, Volksrepublik China | Katar    | 2:0            | Oman    | Iran     | 2:1            | Vietnam             |
| 2022 Details | Teheran, Iran               | Iran     | keine Playoffs | Katar   | Vietnam  | keine Playoffs | Oman                |
| 2023 Details | Bali, Indonesien            | Katar    | 2:0            | Oman    | Iran     | 2:0            | Vietnam             |

### Platzierungen der männlichen Nationalmannschaften
| Nation                       | 2004 | 2007 | 2011 | 2013 | 2015 | 2017 | 2019 | 2022 | 2023 |
| ---------------------------- | ---- | ---- | ---- | ---- | ---- | ---- | ---- | ---- | ---- |
| Afghanistan                  | 0–   | 0–   | 0–   | 0–   | 0–   | 09   | 11   | 0–   | 0–   |
| Bahrein                      | 02   | 0–   | 0–   | 03   | 03   | 0–   | 0–   | 0–   | 0–   |
| China                        | 0–   | 0–   | 0–   | 0–   | 0–   | 0–   | 0–   | 0–   | 10   |
| Hongkong                     | 0–   | 0–   | 0–   | 06   | 0–   | 0–   | 0–   | 0–   | 11   |
| Indien                       | 0–   | 0–   | 0–   | 0–   | 0–   | 0–   | 0–   | 06   | 0–   |
| Indonesien                   | 0–   | 0–   | 0–   | 0–   | 0–   | 0–   | 12   | 0–   | 07   |
| Iran                         | 04   | 02   | 05   | 0–   | 05   | 03   | 03   | 01   | 03   |
| Japan                        | 0–   | 03   | 0–   | 0–   | 0–   | 0–   | 10   | 0–   | 0–   |
| Katar                        | 0–   | 0–   | 01   | 01   | 01   | 01   | 01   | 02   | 01   |
| Kuwait                       | 0–   | 0–   | 03   | 0–   | 0–   | 0–   | 0–   | 0–   | 08   |
| Oman                         | 01   | 0–   | 02   | 02   | 02   | 02   | 02   | 04   | 02   |
| Pakistan                     | 03   | 01   | 04   | 0–   | 04   | 0–   | 06   | 0–   | 0–   |
| Philippinen                  | 0–   | 0–   | 0–   | 0–   | 0–   | 0–   | 08   | 05   | 05   |
| Saudi-Arabien                | 0–   | 0–   | 0–   | 0–   | 0–   | 0–   | 09   | 0–   | 06   |
| Südkorea                     | 0–   | 0–   | 0–   | 0–   | 0–   | 0–   | 0–   | 0–   | 09   |
| Taiwan                       | 0–   | 0–   | 0–   | 0–   | 0–   | 05   | 07   | 0X   | 0–   |
| Thailand                     | 0–   | 0–   | 0–   | 04   | 0–   | 06   | 05   | 0X   | 0–   |
| Usbekistan                   | 0–   | 0–   | 0–   | 0–   | 0–   | 08   | 0–   | 0–   | 0–   |
| Vereinigte Arabische Emirate | 0–   | 0–   | 0–   | 0–   | 0–   | 07   | 0–   | 0–   | 0–   |
| Vietnam                      | 0–   | 0–   | 0–   | 05   | 06   | 04   | 04   | 03   | 04   |
| Teilnehmerzahl               | 4    | 3    | 5    | 6    | 6    | 9    | 12   | 6    | 11   |

| Legende | Legende | Legende | Legende                                                           |
| ------- | ------- | ------- | ----------------------------------------------------------------- |
| 1       | 2       | 3       | Podest-Platzierungen                                              |
| 4       | 4       | 4       | Halbfinalisten                                                    |
| X       | X       | X       | Mannschaft zunächst gemeldet, aber nicht angetreten/zurückgezogen |

## Ranglisten
| 01 | Katar               | – | – | – | – | 5 | 1 | – | 6 | 5 | 1 | – | 6 |
| 02 | Thailand            | 3 | 1 | – | 4 | – | – | – | – | 3 | 1 | – | 4 |
| 03 | Oman                | – | – | – | – | 1 | 5 | – | 6 | 1 | 5 | – | 6 |
| 04 | Vietnam             | 1 | 2 | 1 | 4 | – | – | 1 | 1 | 1 | 2 | 2 | 5 |
| 05 | Iran                | – | – | – | – | 1 | 1 | 2 | 4 | 1 | 1 | 2 | 4 |
| 06 | Volksrepublik China | 1 | – | 1 | 2 | – | – | – | – | 1 | – | 1 | 2 |
| 06 | Japan               | 1 | – | – | 1 | – | – | 1 | 1 | 1 | – | 1 | 2 |
| 06 | Pakistan            | – | – | – | – | 1 | – | 1 | 2 | 1 | – | 1 | 2 |
| 09 | Taiwan              | – | 2 | 2 | 4 | – | – | – | – | – | 2 | 2 | 4 |
| 10 | Bahrain             | – | – | – | – | – | 1 | 2 | 3 | – | 1 | 2 | 3 |
| 11 | Hongkong            | – | 1 | – | 1 | – | – | – | – | – | 1 | – | 1 |
| 12 | Indien              | – | – | 1 | 1 | – | – | – | – | – | – | 1 | 1 |
| 12 | Kuwait              | – | – | – | – | – | – | 1 | 1 | – | – | 1 | 1 |

Stand: 2022